# Свети Георги (Муртино)
Вижте пояснителната страница за други значения на Свети Георги.
„Свети Георги“ (на македонска литературна норма: „Свети Ѓорѓи“) е възрожденска православна църква в струмишкото село Муртино, Северна Македония. Част е от Струмишката епархия на Македонската православна църква – Охридска архиепископия.

## История
Храмът е изграден в 1870 година.
В 2009 година църквата е реконструирана във византийски стил. 

## Архитектура
В архитектурно отношение е трикорабна псевдобазилика. Трите кораба са разделени с пет двойки колони. Храмът е с равен дървен таван на трите кораба.
От юг и запад има открит трем. На запад е пристроена камбанария.
Стълбовете, разделящи трите кораба са измазани, а капителите и арките са позлатени и изписани. Автентичният таван е унищожен при ремонт и е измазан. Таванът на средния кораб е касетиран с малки квадратни полета.

## Иконопис
Иконите са дело на зографа Петре Попгерманов от село Стояково.